# ازدواج عاشقانه

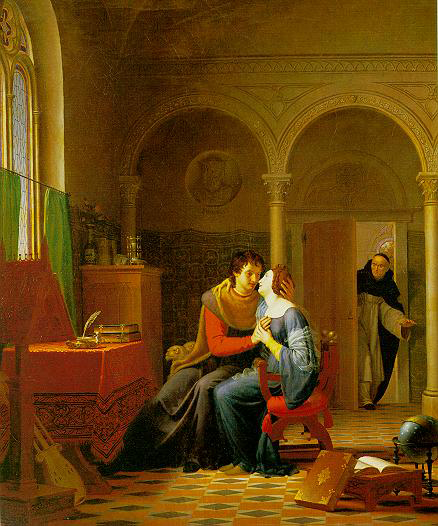
نقاشی غافلگیر شدن دو عاشق، نقاشی شده توسط جین ویگناد در سال ۱۸۱۹

ازدواج عاشقانه معمولاً به ازدواجی گفته می‌شود که بر پایه عشق و علاقه باشد و در تضاد با ازدواج سنتی است که معمولاً با توصیه خانواده و بستگان انجام می‌شود و نوعی ازدواج با مداخله اطرافیان (به انگلیسی: Arranged marriage) است.